# یوسوکه آکیاما
یوسوکه آکیاما (انگلیسی: Yosuke Akiyama؛ زادهٔ ۱۳ آوریل ۱۹۹۵) بازیکن فوتبال اهل ژاپن است.
از باشگاه‌هایی که در آن بازی کرده‌است می‌توان به باشگاه فوتبال ناگویا گرامپوس اشاره کرد.